# Aigars Vītols
Aigars Vītols (Riga, 15 febbraio 1976) è un ex cestista lettone.
Alto 192 cm, giocava come guardia.

## Carriera
Con la Lettonia ha disputato cinque edizioni dei Campionati europei (2001, 2003, 2005, 2007, 2009).

## Palmarès
- Campionato lettone: 5

Ventspils: 1999-2000, 2000-01, 2003-04, 2004-05
Barons Rīga: 2009-10